# クレシーの戦い
クレシーの戦い（クレシーのたたかい、英: Battle of Crécy）は、1346年8月26日に百年戦争の一環としてフランス北部、港町カレーの南にあるクレシー＝アン＝ポンティユー近郊で行われた戦い。

## 概要
クレシーの戦いではエドワード3世率いる少数のイングランド軍（約1万2千人）がフィリップ6世率いるフランス軍（約3万 - 4万人）を打ち破った。歴史家はこの戦いを騎士道華やかなりし時代の終焉の始まりを告げるものだったと位置づける。戦場は保存されて観光名所となっている。

## 背景
1340年6月23日にスロイスの海戦で勝利したイングランドだが、フランドル上陸後はフランス軍が大規模な会戦を避けたために、それ以上の戦果は挙げられず2年間の休戦をした。その間にブルターニュ継承戦争が始まり、両者の代理戦争の様相を示したが、1345年にエドワード3世は戦争を再開しアキテーヌにダービー伯ヘンリー率いる軍勢を送った。
1346年には自ら兵を率いて手薄になっていたノルマンディーに上陸し、カーン等を攻略した後、パリ近くまで侵攻した。しかしフィリップ6世はアキテーヌからも兵を呼び返しサンドニに大軍を集結しつつあった。
これに気づいたエドワード3世はフランドルに撤退するため北上を開始した。フランス軍はこれを追ったが、イングランド軍は浅瀬を防衛していたフランス分隊を撃破しソンム川を越えることに成功し、戦闘に有利な地形であるクレシーでフランス軍を待ち受けた。急ぎ追いかけてきたフィリップ6世は敵が待ち構えているのを見て、休息し翌朝の戦闘を考えたが、大軍のため統制が取れず混乱が生じ始めたため当日の戦闘を決意した。

## 経過

### イングランド軍の作戦
イングランド軍のロングボウを装備した弓兵の活用は、バノックバーンの戦いでの手痛い敗戦を経て、スコットランド独立戦争の中で急速に発展していた。イングランド軍の戦術の骨子は、戦闘力の高い下馬騎士と熟練した弓兵の連携にあった。8月26日の朝、イングランド軍はクレシー村近郊の低い山に陣地を構えた。イングランド軍は中央に下馬騎士の部隊を配置し、エドワード黒太子がそのうち一隊を受け持った。さらに、緩やかな斜面にそって逆Ｖ字型になるように両翼にロングボウ部隊を配置し、打たれ弱い彼らに対する騎兵の突撃を防ぐために穴を掘り、杭を打ちたてた。エドワード3世自身は後方に陣を構え、風車を指令所とした。

### フランス軍の到着
昼過ぎに戦場にフィリップ6世率いるフランス軍が到着。フランス軍の騎士は、自身の力への過信のために血気盛んで、統率を乱していた。フィリップ6世はこれを見て当日の戦闘開始を決意。ロングボウ部隊に対抗するためにクロスボウ部隊を前衛に配置し、その後方にフランス騎士軍(重騎兵部隊)を配置した。

### 戦闘

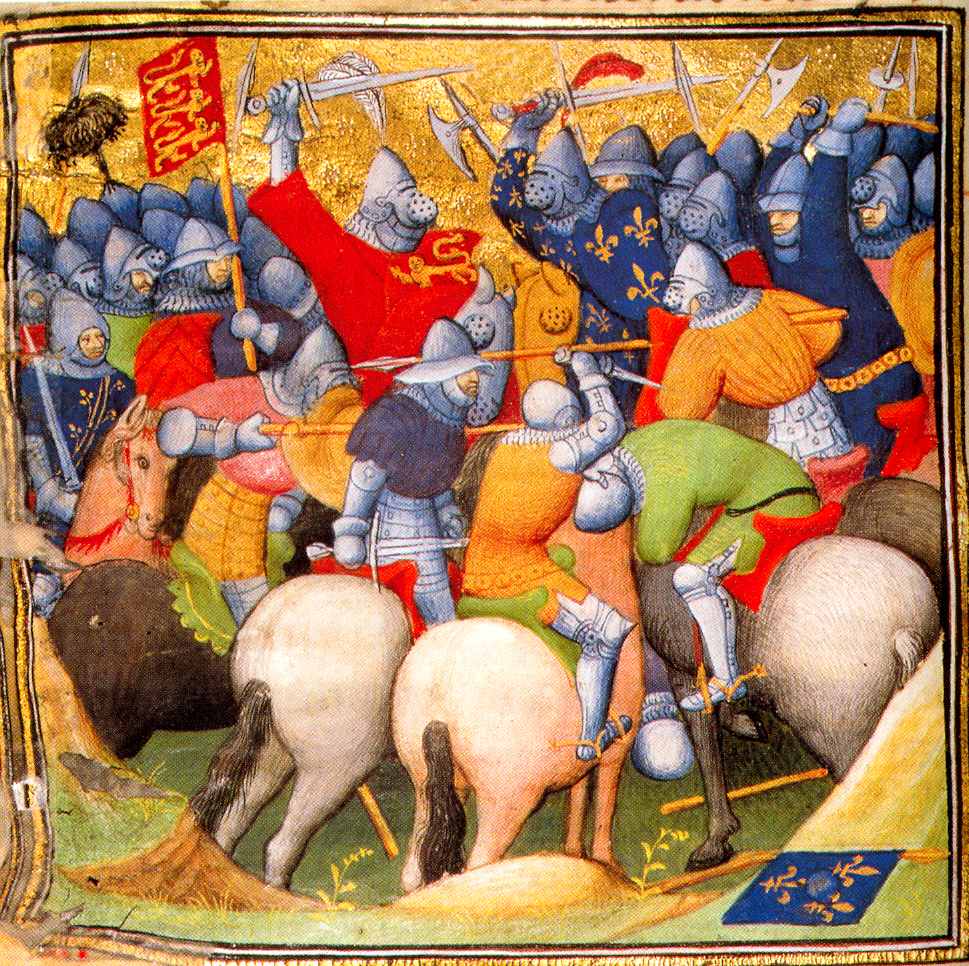
クレシーの戦いでの接近戦

まずフランス軍のジェノヴァ人の傭兵で構成されたクロスボウ部隊が射撃を行い、戦闘が開始された。対するイングランド軍は、ウェールズ人の自由農民で構成されたロングボウ部隊が応射し、射撃戦となった。フランス軍はイングランド歩兵の恐怖を煽るために、クロスボウ部隊の攻撃に合わせて楽器を打ち鳴らしたが、その目論見は脆くも崩れ去った。本来、直接照準における水平射撃では射程、威力、命中精度に勝るクロスボウであったが、上向きの射撃となったことで、効果が大きく減殺された。一方のロングボウ部隊は上方からの射撃であり、地理上の優位があった。
また、エドワード1世の時代より時間をかけて鍛え上げられてきたロングボウ部隊は練度も高く、クロスボウに比べて扱いの難しいロングボウを完璧に使いこなしていた。ロングボウは間接照準で上方に向かって打ち上げることにより射程の点でクロスボウに勝った。また1分間に1、2発程度しか発射できないクロスボウと、1分間に6 - 10発と速射性能で大きくまさるロングボウとの差は明白で、クロスボウ部隊は散々に打ち負かされた。
また一説には、フランス軍が出撃準備の整っていないクロスボウ部隊を強制的に（脅して）出撃させ、そのため大盾で身を隠すことの出来ないクロスボウ部隊はロンクボウの一斉射撃に混乱し、崩壊したとも言われる。
劣勢となったフランス軍だったが、怯むことなく重騎兵部隊による突撃戦術を敢行する。退却しようとしていたクロスボウ部隊は後方から迫った味方の騎士に薙ぎ払われ、踏み潰された。自然の傾斜と人工の障害、そして雨による不安定な地盤によって重騎兵部隊の進行は妨げられ、その突撃の威力は減少した。ある者はロングボウに貫かれ、ある者は落馬して圧死し、それでもなおフランス軍は幾度となく突撃を繰り返し、正面の歩兵部隊に猛攻を仕掛けるが、イングランド軍の陣形を崩すことができず、両側面から矢を射掛けられて負傷者が続出した。夕暮れになってついにフィリップ6世は自軍の退却を命じ、クレシーの戦いは終結した。

## 戦いの被害
この戦いによる被害は甚大で、フランス軍の死傷者は1万から3万までの説がある。最も適当な数は1万2千人と言われ、その1割は騎士で、11人のプリンスが含まれており、フィリップ6世自身も負傷した。だが、戦闘の後半に関しては、王とそりが合わないものを殺すために意図的に突撃させた疑惑もある。一方イングランド軍の死者は150 - 250人と少ないが、この数には信憑性が低く、過小評価されたものであるとされている。
また、死者の中には以下の重要な貴族も含まれている。
- フィリップ6世の弟、アランソン伯シャルル2世。
- 神聖ローマ皇帝カール4世の実父、ボヘミア王およびルクセンブルク伯ヨハン（ジャン）。
- ロレーヌ公ラウル。
- フランドル伯およびヌヴェール伯ルイ1世（ルイ・ド・ヌヴェール）。
- ブロワ伯ルイ2世。
- ヴォーデモン伯（フランス語版）アンリ4世（フランス語版）。
- サンセール伯（フランス語版）ルイ2世（フランス語版）。
- アルクール伯ジャン4世（フランス語版）。
- ルシー伯ジャン5世。

## 戦いの余波
フランス軍退却後、イングランド兵は身代金を取るために敗残兵のチェックを行った。その際、重傷の兵士はミゼリコルデ（慈悲の短剣）によって止めを刺された。その後、イングランド軍は港町カレーを包囲し占領したが、ペストの流行などの要因により一時休戦協定を結び、足踏みを余儀なくされる。
しかし、この戦いでロングボウ部隊を利用した戦術を用いて勝利したイングランド軍は、フランス軍のクロスボウ部隊および重騎兵部隊を用いた戦術に対して優位に立ち、以後の戦いでも同様の戦術で勝利を収めていくこととなる。